# Christel Kegler
Christel Kegler (* 27. November 1947 in Heidenheim an der Brenz als Christel Behr) ist eine ehemalige deutsche Hockeynationalspielerin, die während ihrer Nationalmannschafts-Laufbahn als Verwaltungs-Angestellte tätig war.

## Karriere

### Jugend
Bereits als 14-Jährige war Christel Behr mit einer Sondergenehmigung als Aktive für den Heidenheimer SB spielberechtigt.

### Aktive
1976 wurde sie mit dem Team der deutschen Hockeynationalmannschaft erstmals Hockey-Weltmeister (FIH). Außerdem gewann Behr mit der deutschen Mannschaft 1975 und 1977 die Hallenhockey-Europameisterschaft. Von 1965 bis 1980 spielte sie 92-mal in der deutschen Nationalmannschaft. Nach dem Boykott der Olympischen Spiele von Moskau entschlossen sich Spielführerin Christel Behr nach 15 Jahren ununterbrochener Zugehörigkeit zur Nationalmannschaft und ihre Vertreterin Margit Müller einem Neuanfang mit jungen Spielerinnen nicht im Wege zu stehen. Der DHB veranlasste eine „leistungsmäßige Kostenerstattung“ in Höhe von 10 000 Mark bei der Stiftung Deutsche Sporthilfe für die entgangene Olympiateilnahme.